# ماكسيميليانو سيغاليس
ماكسيميليانو سيغاليس (بالإسبانية: Maximiliano Sigales) (30 سبتمبر 1993 في الأوروغواي - ) هو لاعب كرة قدم أوروغواني في مركز الهجوم. لعب مع أتيناس دي سان كارولس.

## روابط خارجية
- ماكسيميليانو سيغاليس على موقع قاعدة بيانات كرة القدم.إي يو (الإنجليزية)
- ماكسيميليانو سيغاليس على موقع Soccerway.com (الإنجليزية)
- ماكسيميليانو سيغاليس على موقع عالم كرة القدم.نت (الإنجليزية)